# Marek Langhamer
Marek Langhamer, född 22 juli 1994, är en tjeckisk professionell ishockeymålvakt som är kontrakterad till Arizona Coyotes i National Hockey League (NHL) och spelar för deras primära samarbetspartner Tucson Roadrunners i American Hockey League (AHL). Han har tidigare spelat på lägre nivåer för Springfield Falcons i AHL, Rapid City Rush i ECHL och Medicine Hat Tigers i Western Hockey League (WHL).
Langhamer draftades i sjunde rundan i 2012 års draft av Phoenix Coyotes som 184:e spelare totalt.